# Bol'šaja Irba
Bol'šaja Irba (in russo Большая Ирба?) è un insediamento di tipo urbano della Russia asiatica, situato nel Territorio di Krasnojarsk, appartiene al distretto Kuraginskij.
Si trova a sud di Krasnojarsk.